# 鹿田里
鹿田里是臺灣臺南市楠西區的一個里，劃為8鄰，其名以境內之鹿陶洋聚落、土沃田多各取一字而稱鹿田村，2010年因臺南縣市合併而改制為里。

## 範圍
鹿田里位於楠西區西部，北側以油車溪、新寮溪與楠西里、東勢里、灣丘里為界，東臨龜丹里，南接玉井區竹圍里，西則隔曾文溪與玉井區中正里相望；鹿田里境內有大林、東西煙、鹿陶洋、油車、下煙等聚落。

## 文化資產
- 鹿陶洋江家聚落：為臺灣保存完整的最大傳統單姓宗族聚落。[10]
- 鹿陶洋江家宗祠：為江家聚落之中心，並為該聚落中作工最講究之建築物。[11]